# عدد گراسهوف
عدد گراشف (به انگلیسی: Grashof number) یک عدد بدون بعد است که در انتقال حرارت و دینامیک سیالات نشان‌دهندهٔ انتقال گرمای جابجایی آزاد است. از این عدد برای مشخص کردن آرام یا درهم بودن جریان در انتقال گرمای جابجایی در جهت حرکت سیال استفاده می‌شود. عدد گراسهوف از نسبت نیروی شناوری به نیروی لزجت حاصل می‌شود. این عدد که با نماد Gr نشان داده می‌شود به افتخار مهندس آلمانی فرانتز گراسهوف (به آلمانی: Franz Grashof) نامگذاری شده‌است.

## رابطه
برای یک سطح عمودی:
{\displaystyle \mathrm {Gr_{L}} ={\frac {g\beta (T_{s}-T_{\infty })L^{3}}{\nu ^{2}}}\,}
در لوله‌ها:
{\displaystyle \mathrm {Gr} _{D}={\frac {g\beta (T_{s}-T_{\infty })D^{3}}{\nu ^{2}}}\,}
در اجسام کروی:
{\displaystyle \mathrm {Gr} _{D}={\frac {g\beta (T_{s}-T_{\infty })D^{3}}{\nu ^{2}}}\,}
که در این روابط:
g = شتاب گرانشی
β = ضریب انبساط حرارتی
Ts = دمای سطح
T∞ = دمای محیط
L = طول
D = قطر
ν = ویسکوزیته سینماتیک